# デジモンワールドX
デジモンワールドXはバンダイの携帯ゲームデジタルモンスターシリーズのビデオゲーム。
2005年にPlayStation 2、ニンテンドー ゲームキューブ、Xboxの3機種で同時発売され、Xbox版はバンダイ最後のXbox用ソフトであった。
前作『デジモンワールド3 新たなる冒険の扉』が2002年に発売されたのを最後に滞っていたデジモンワールドシリーズだが、約2年半の沈黙を破って、初のPlayStation以上の機種で発売されるというリリースだった。
略称は「デジワーX」。2005年1月6日発売。バンダイ公表の公式ジャンルはアクションRPG。日本国外でのタイトルはDigimon World 4。

## ストーリー・設定
これまでのデジモンワールドシリーズでは人間が主人公となって物語を進めていったのに対し、今作では人間は一切登場しない。
舞台はデジタルワールドのデジモン世界。ここではデジモンたちが平和に暮らしていた。その平和を管理、維持するのがホストコンピューター「イグドラシル」である。ところが近頃デジモンたちの住むエリアの周辺に謎の新エリアが複数出現する。デジモンたちは調査に向かったがそれらのデジモンとは、やがて連絡がつかなくなってしまう。そこでプレイヤーは主人公デジモンを操り、デジタルワールドの平和を守る「デジタル･セキュリティ･ガード」（D.S.G.）の一員となってこれらの謎と、その先に立ちはだかる危機を解決してゆく。

## システム

### フィールド
プレイヤーは武器を持った主人公デジモン一体を操作し、フィールド上に次々と現れる敵デジモンを倒してゆく。各エリアごとにボスがいて、それを倒すことでまた次のエリアへ進める。それらのフィールドは一定の広さで仕切られている。

### 4人プレイ
今作では最大4人のプレイヤーが同時に協力してゲームを進めることが可能。その際は誰か1Pのセーブデータ上で行うことになる。多人数でやっても一人でやっても、敵デジモンの強さは変わらないが、数は増える。
経験値は倒した人以外は表示された経験値の半分になる。

## キャラクター
各デジモンの詳細はデジモン一覧を参照。

### プレイヤーキャラ
ドルモン
アグモン
ブイモン
ギルモン

### 進化できるキャラ
アルファモン
ウォーグレイモンX
メタルガルルモンX
インペリアルドラモン ファイターモード
インペリアルドラモン パラディンモード
デュークモン クリムゾンモード
スサノオモン
ワーガルルモンX
ブラックウォーグレイモンX
ヘラクルカブテリモンX
ベルゼブモンX
クラヴィスエンジェモン

### 敵キャラ
ゴブリモン
ヌメモン
オーガモン
スカモン
ブロッサモン
マンモン
コカトリモン
アポカリモン
マミーモン
アルケニモン
ミノタルモン
ファラオモン
アノマロカリモン
ベリアルヴァンデモン
オタマモン
ゲコモン
トータモン
マリンデビモン
トノサマゲコモン
ディアボロモン
ルーチェモン サタンモード
メガドラモン
インフェルモン
レアモン
ロードナイトモン
インペリアルドラモン
以下は、今作オリジナルの、「Xウィルス」
メカローグ01
メカローグ02
メカローグ03
メカローグ04
メカローグ05
メカローグX

### その他
オファニモン
レオモン
メタルエテモン
プリンスマメモン
セラフィモン

## エリア
- ホーム･サーバ

ターミナルエリア、セントラルエリア、ショップエリア、コマンダールーム
- デス・バレー

ゴブリンとうげ：じめじめあな
なげきのこうや：だんがいダンジョン、ぬめぬめリバー
ドゥームドーム：ドームきち、アポカリモンスペース
- フォートレス

ガード・ルーム
ぐるぐるホール：Ｘデジラボ
ごぶごぶルーム
- ドライ・ランド

ミイラさばく：すなのめいきゅう、トレイン・ライン、パワー・プラント
なげきのこうや：こだいいせき、
ステーションＸ：ウィルス・ラボ、デモン・シフト
- ベノムジャングル

ゲコゲコランド：ゲコのほそみち、ちかすいみゃく
マングローブのもり：つるくさトンネル、
ベノムスワンプ
ドレッド・ノート：ドレッド・ブリッジ、ヘルオベリスク
- マシンピッド

バトルアリーナ：メカ・ネスト、エレクトロ・マイン
```
:コア・エリア：Ｘゾーン
```